# Iwanowy-Iwanowy
Iwanowy-Iwanowy (ros. Ивановы-Ивановы) – rosyjski serial, emitowany na antenie STS od 16 października 2017 roku.

## Opis fabuły
Serial opowiada o dwóch rodzinach. 16 lat temu w szpitalu dochodzi do pomyłki, wskutek której w rodzinie bogaczy wychowuje się syn ubogich Iwanowów i na odwrót - do biednych trafia dziecko bogatych. Gdy prawda wyjdzie na jaw, ponownie dojdzie do zamiany, co będzie owocowało w mnóstwo przezabawnych sytuacji dla obu rodzin.

## Obsada
- Siergiej Burunow jako Anton Iwanow (właściciel salonu samochodowego)
- Aleksandra Fłorinska jako Paulina Iwanowa (żona Antona)
- Aleksiej Łukin jako Iwan Iwanow (biologiczny syn Aleksieja i Lidii Iwanowów, syn Antona i Pauliny Iwanowów, uczeń / student)
- Michaił Truchin jako Aleksiej Iwanow (bezrobotny)
- Anna Ukołowa jako Lidia Iwanowa (żona Aleksieja, szwaczka)
- Siemion Trieskunow jako Daniel Iwanow (biologiczny syn Antona i Pauliny Iwanowów, syn Aleksieja i Lidii Iwanowów, uczeń / student)
- Jurij Itzkow jako Wiktor Iwanow (ojciec Aleksieja Iwanowa, emeryt)
- Wasylina Juskowiec jako Ela (od serii 82 - żona Daniela Iwanowa)
- Stanisław Dużnikow jako Boris Iwanow (brat Antona, rolnik, pojawił się w piątym sezonie)

## Nagrody
- TEFI 2018 – w kategorii „Najlepsza aktorka filmu/serialu telewizyjnego” (Anna Ukołowa)[1]

## Adaptacja w Polsce
- Kowalscy kontra Kowalscy (2021-2022)